# Erythrodiplax famula

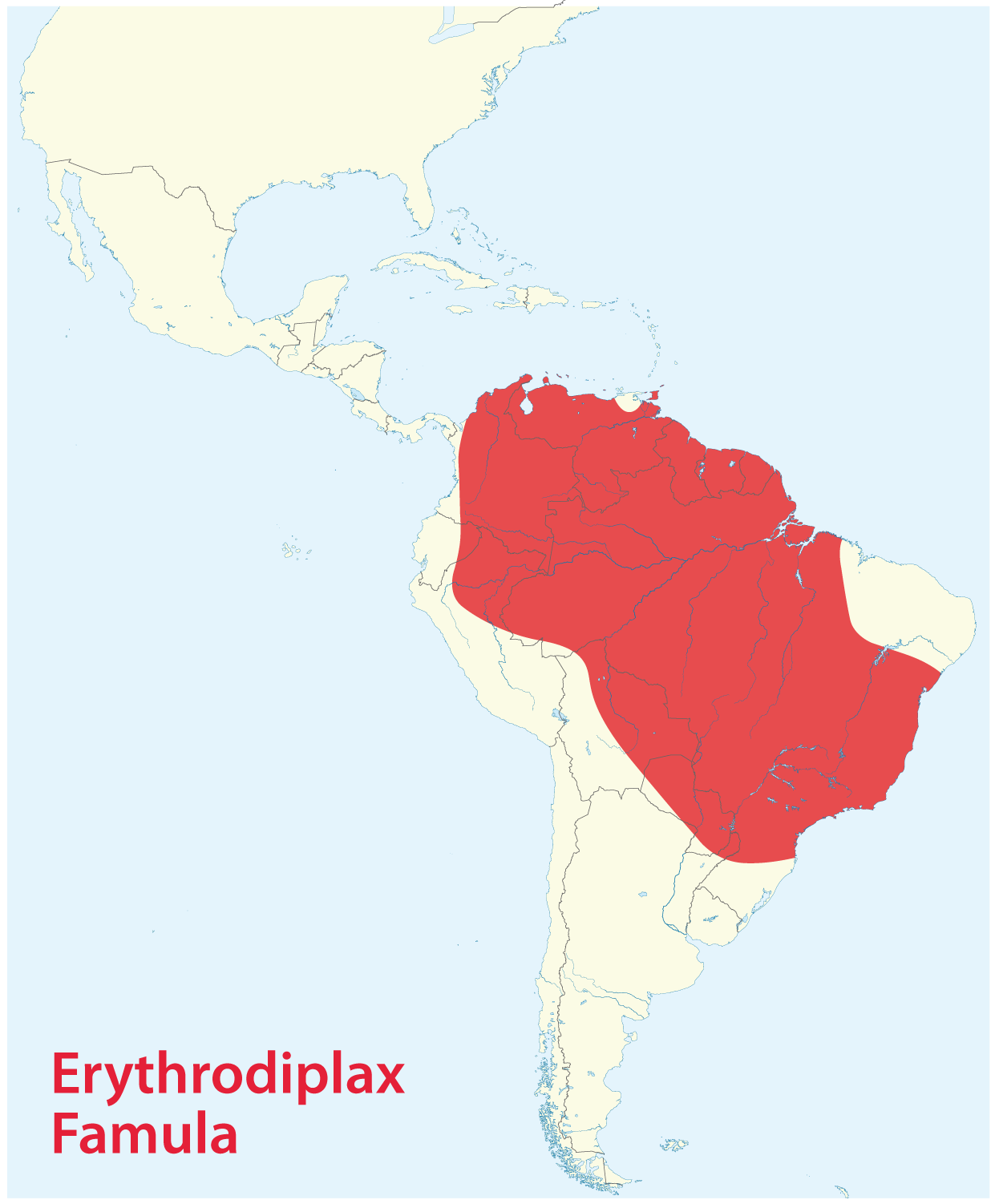
Ausbreitungsgebiete von Erythrodiplax Famula

Die Erythrodiplax famula ist eine Libellenart der Gattung Erythrodiplax aus der Unterfamilie Sympetrinae. Sie kommt in Guayana vor. Die Larve ist bisher nicht beschrieben.

## Bau der Imago
Erythrodiplax famula hat einen hellgelben Kopf, der an Stirn und Scheitel bräunlich ist. Der Thorax ist wiederum von unten und seitlich hellgelb nur auf dem Rücken (dorsal), wie auch der Hinterleib (Abdomen) braun. Außerdem weist das Abdomen zwei Reihen gelber Flecken auf. Die Hinterleibsanhänge sind wiederum gelb. Die Flügel sind bis auf einen braunen Fleck an der Spitze klar. Das Flügelmal (Pterostigma) ist braun. Die Flügel weisen auch einen Sexualdimorphismus auf. So haben bei den Männchen die Vorderflügel einen kleinen, die Hinterflügel einen großen, braunen Fleck. Bei den Weibchen hingegen sind nur die Hinterflügel an der Basis mit einem gelben Fleck versehen, in welchem die Adern dunkel sind.